# Deiratonotus
Deiratonotus is een geslacht van kreeftachtigen uit de klasse van de Malacostraca (hogere kreeftachtigen).

## Soorten
- Deiratonotus cristatum (de Man, 1895)
- Deiratonotus kaoriae Miura, Kawane & Wada, 2007